# Am Kirchberg 2

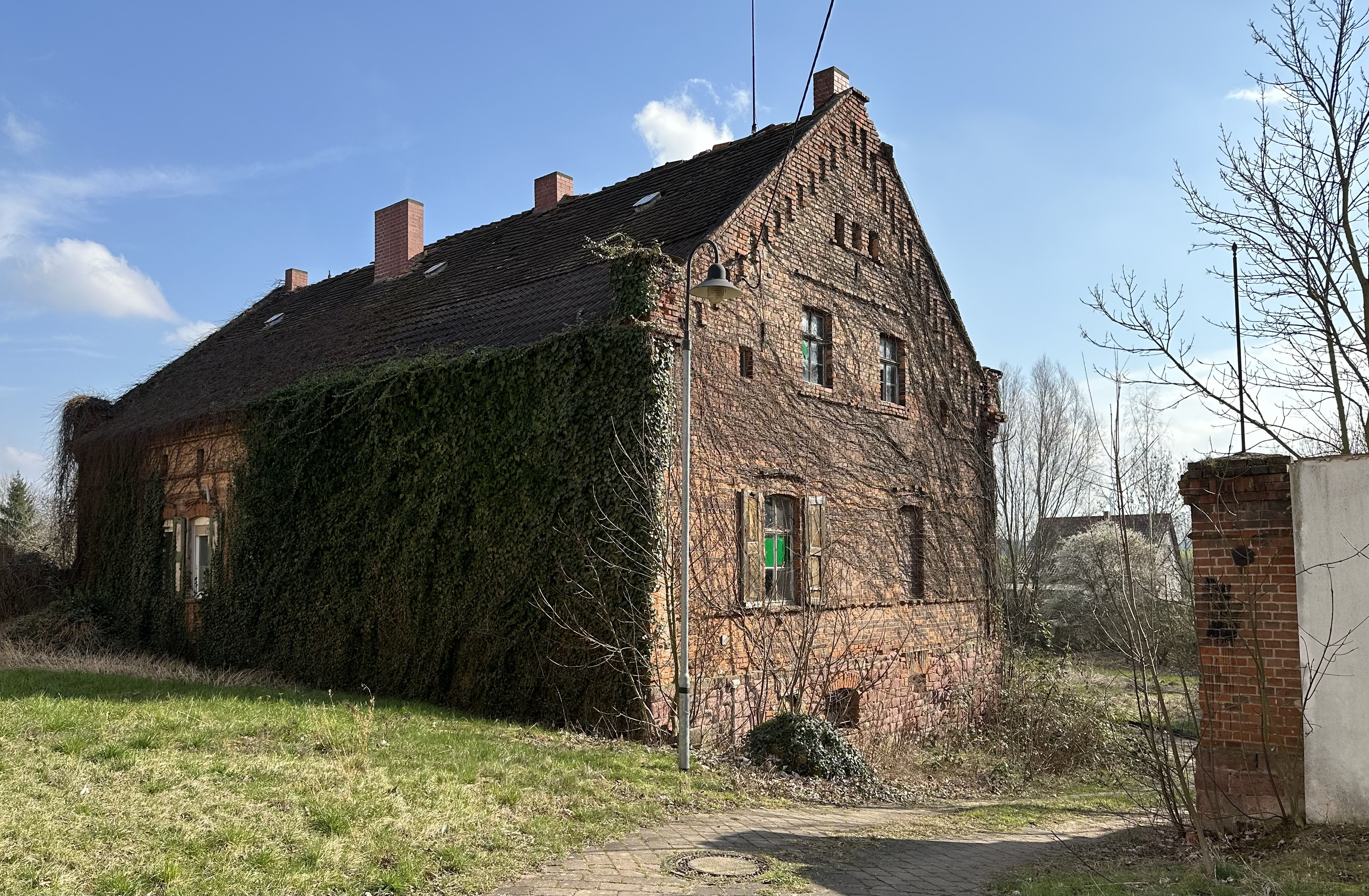
Am Kirchberg 2 im Jahr 2024, Blick von Nordwesten

Das Gebäude Am Kirchberg 2 ist ein denkmalgeschütztes Wohnhaus im zur Stadt Wettin-Löbejün in Sachsen-Anhalt gehörenden Dorf Dalena.

## Lage
Das Haus steht im Ortszentrum von Dalena, südöstlich der Straße Am Kirchberg.

## Architektur und Geschichte
Der in der zweiten Hälfte des 19. Jahrhunderts errichtete eingeschossige Ziegelbau, ist auf einem hohen Sockel errichtet. Er ist achtachsig angelegt und breit gelagert. Nach Süden zur Hofseite ist dem Haus mittig ein hölzerner Vorbau vorgelagert, zu dem eine Sandsteintreppe hinaufführt. Ebenfalls auf der Südseite befindet sich auf dem Dach ein Dachhecht, der sich fast über die gesamte Länge der Traufe des Hauses hinzieht.
Im Denkmalverzeichnis des Landes Sachsen-Anhalt ist das Wohnhaus unter der Erfassungsnummer 094 55103 als Baudenkmal verzeichnet. Die ursprüngliche Adressierung lautete Kirchberg 2.